# Trelleborg (stad)
Trelleborg is de zuidelijkst gelegen stad in Zweden en hoofdplaats van de gelijknamige gemeente Trelleborg aan de zuidkust van de provincie Skåne län. De stad ligt aan zee, circa 30 kilometer ten zuiden van de stad Malmö. Trelleborg heeft 25.643 inwoners (2005).
Het bedrijf Trelleborg AB, actief in industriële rubbertoepassingen inclusief rubberen banden voor industriële voertuigen in landbouw en mijnbouw, is een groot beursgenoteerd bedrijf met hoofdzetel in de gelijknamige stad. Het Vikingamuseet Trelleborgen bevindt zich ook in de stad.

## Verkeer en vervoer
Trelleborg heeft een belangrijke haven, na die van Göteborg de belangrijkste van Zweden, waar jaarlijks 10 miljoen ton goederen worden verscheept. Hier eindigt ook de spoorlijn Malmö - Trelleborg met een spoorpont.
Langs de stad gaat de Riksväg 9 en komen de E6/E22 en de Länsväg 108 op uit. De E22 steekt hier over naar Sassnitz op Rügen.

## Geboren
- Andreas Isaksson (3 oktober 1981), voetballer

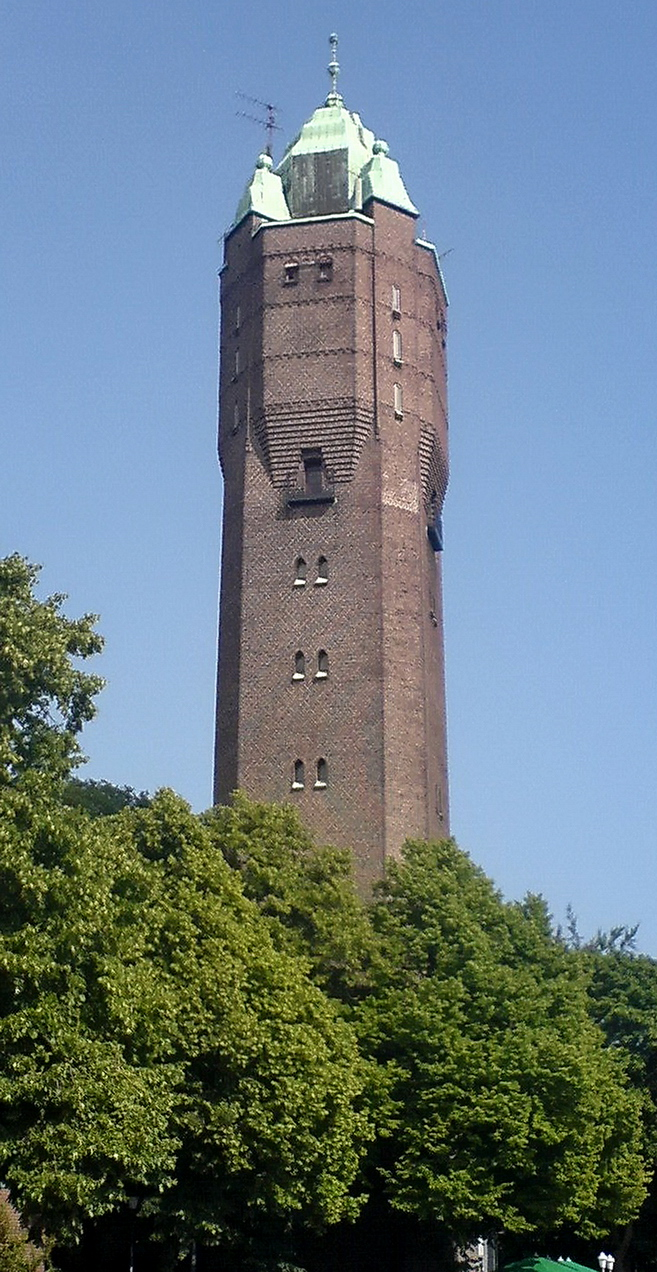
Historische watertoren in het stadspark (58 m hoog)